# 1652
1652 (MDCLII) byl rok, který dle gregoriánského kalendáře započal pondělím a skončil v úterý a byl přestupný. Tento rok měl 2 pátky třináctého a to v září a v prosinci. 

## Události
- Holandská Východoindická společnost zakládá Kapské Město
- Vznik Mariánskeho sloupu na Staroměstském náměstí

### Probíhající události
- 1635–1659 – Francouzsko-španělská válka
- 1648–1653 – Fronda
- 1652–1654 – První anglo-nizozemská válka
- 1652–1689 – Rusko-čchingská válka

## Vědy a umění
- parní topení k vytápění skleníků v Anglii

## Narození

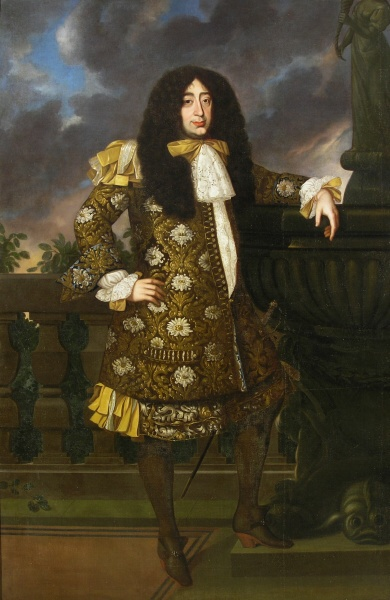
Ferdinand Vilém Eusebius ze Schwarzenbergu (* 23. května)

#### České země
- 25. ledna – Pavel Klein, český misionář, lékárník, spisovatel a univerzitní rektor na Filipínách († 30. srpna 1717)
- 04. května – Jan Florián Hammerschmidt, český kněz, spisovatel a básník († 4. ledna 1735)
- 23. května – Ferdinand Vilém Eusebius ze Schwarzenbergu, šlechtic († 26. října 1703)
- 23. června – Jan Brokoff, barokní sochař a řezbář († 28. prosince 1718)
- 10. září – Jan Sladký Kozina, vůdce chodského povstání († 28. listopadu 1695)
- 06. října – Jan Filip I. ze Stadionu, zakladatel české linie Stadionů († 2. ledna 1742)
- 23. října – pokřtěn Santin Aichel, český kameník († 27. září 1702)
- ? - Jan Brokoff, barokní sochař a řezbář († 1718)
- ? - Antonín Jan Nostic, šlechtic († 30. října 1736)

#### Svět
- 24. ledna – Nicolas Chalon du Blé, francouzský generál a ministr zahraničních věcí († 10. dubna 1730)
- 14. února – Camille d'Hostun, vévoda de Tallard, francouzský vojevůdce († 20. března 1728)
- 14. března – Benedikta Jindřiška Falcko-Simmernská, brunšvicko-lüneburská vévodkyně († 12. srpna 1730)
- 07. dubna – Klement XII., papež († 6. února 1740)
- 09. dubna – Christian Ulrich I., šlechtic († 5. dubna 1704)
- 21. dubna – Michel Rolle, francouzský matematik († 8. listopadu 1719)
- 05. května – Boris Petrovič Šeremetěv, ruský vojenský velitel a polní maršál († 28. února 1719)
- 27. května – Alžběta Šarlota Falcká, falcká princezna, vévodkyně orleánská († 8. prosince 1722)
- 05. září – William Dampier, anglický mořeplavec († březen 1715)
- 28. září – Marek Antonín Canevalle, italský architekt († 15. února 1711)
- 30. listopadu – Romanus Weichlein, rakouský kněz, hudební skladatel a houslista († 8. září 1706)
- 25. prosince – Archibald Pitcairne, skotský lékař († 20. října 1713)
- ? - Stefano Lorenzini, italský lékař a námořní badatel († ?)
- ? - Maci, mandžuský politik († 1739)

## Úmrtí

#### Česko
- 19. ledna – Vilém Slavata z Chlumu a Košumberka, český šlechtic, karlštejnský purkrabí a český královský místodržící (* 1. prosince 1572)
- 22. února – Ondřej Erna, stavitel, zednický a kamenický mistr (* ?)
- 10. září – Georg Bachmann, barokní malíř (* ?)
- neznámé datum
  - Eva Bacharachová, pražská židovská rabínská učenkyně a hebraistka (* kolem 1580)

#### Svět
- 30. ledna – Georges de La Tour, francouzský barokní malíř (* 13. března 1593)
- 17. února – Gregorio Allegri, italský kněz, skladatel a tenorista (* 1582)
- 08. dubna – Angelo Caroselli, italský malíř období baroka (* 11. února 1585)
- 18. června – Kazimír Falcko-Zweibruckenský, německý šlechtic (* 20. dubna 1589)
- 09. srpna – Frédéric Maurice de La Tour d'Auvergne, vévoda bouillonský, francouzský generál (* 22. října 1605)
- 30. července – Karel Amadeus Savojský, francouzský vojevůdce a velmož (* 12. dubna 1624)
- 02. září – Jusepe de Ribera, španělský malíř (* 12. ledna 1591)
- 06. září – Philippe Alegambe, belgický jezuita a bibliograf (* 22. ledna 1592)
- 12. září – Jan z Werthu, německý generál kavalérie ve třicetileté válce (* 1591)
- 29. listopadu – Francesco Angeloni, italský historik (* 1587)
- 07. prosince – František z Magni, italský šlechtic, říšský hrabě a polní maršál (* ? 1598)
- 12. prosince – Adam Thebesius, slezský duchovní (* 1596)
- neznámé datum
  - asi 1. října – Jan Asselijn, holandský malíř (* kolem 1610)
  - mezi 13. a 16. září – Mořic Falcký, falcký princ, námořník a pirát (* 6. ledna 1621)
  - Nicolò Sebregondi, italský architekt a malíř (* 1585)
  - Čchen Chung-šou, čínský malíř (* 1598)
  - Arcangela Tarabotti, italská spisovatelka (* 24. února 1604)
  - Wang Tuo, čínský kaligraf, malíř a básník (* 1592)

## Hlavy států
- České království – Ferdinand III.
- Svatá říše římská – Ferdinand III.
- Papež – Inocenc X.
- Anglické království – Interregnum
- Francouzské království – Ludvík XIV.
- Polské království – Jan II. Kazimír
- Uherské království – Ferdinand III.
- Skotské království – Interregnum
- Chorvatské království – Ferdinand III.
- Rakouské arcivévodství – Ferdinand III.
- Osmanská říše – Mehmed IV.
- Perská říše – Abbás II.